# Kunstmatige rokade
De kunstmatige rokade is een manoeuvre op het schaakbord, waarbij de situatie van een rokade wordt bereikt met een aantal zetten, als het recht van de rokade bijvoorbeeld door een koningszet is verspeeld. In geval van de korte rokade gaat het meestal om The1 of Thf1, gevolgd door Kf2 en Kg1. In geval van de lange rokade gaat het meestal om Tad1 en vervolgens Kd2 en Kc1. 